# SO(8)
SO(8) — специальная ортогональная группа восьмимерного евклидова пространства.

## Свойства
- SO(8) — вещественная простая группа Ли ранга 4 и размерности 28.
- SO(8), как и все специальные ортогональные группы при {\displaystyle n>2}, неодносвязна, и её фундаментальная группа изоморфна Z2.
  - универсальное накрытие SO(8) — спинорная группа Spin(8).
- центр SO(8) изоморфен Z2, он включает две матрицы {±I} (как и для SO(n) при 2n > 2).
  - Центр Spin(8) изоморфен Z2×Z2 (как и для всех Spin(4n), 4n > 0).

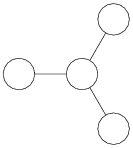
Диаграмма Дынкина SO(8), (D_{4})

- SO(8) занимает особое место среди простых групп Ли, поскольку её диаграмма Дынкина (смотри рисунок) (D4) имеет трёхкратные симметрии. В этом причина особенного свойства Spin(8), известного как тройственность. С этим связаны, например, такие факты:
  - Два спинорных представления, а также фундаментальное векторное представление Spin(8) — восьмимерные (для всех других Spin-групп спинорные представления имеет размерность либо большую, либо меньшую, чем векторное).
  - Тройственный автоморфизм Spin(8) — группа внешних автоморфизмов Spin(8) изоморфна симметрической группы S3, она переставляет эти три представления.
  - Группа автоморфизмов действует на центре Z2 х Z2 (который также имеет группу автоморфизмов, изоморфную S3, которые могут также рассматриваться как общая линейная группа над конечным полем из двух элементов, S3 ≅GL(2,2)).
- Группа Вейля SO(8) имеет 4!×8=192 элементов.
- Система корней SO(8):
{\displaystyle (\pm 1,0,0,\pm 1)}
{\displaystyle (0,\pm 1,\pm 1,0)}
{\displaystyle (0,\pm 1,0,\pm 1)}
{\displaystyle (0,0,\pm 1,\pm 1)}
{\displaystyle (0,\pm 1,0,\pm 1)}
{\displaystyle (0,0,\pm 1,\pm 1)}

- Матрица Картана SO(8):
{\displaystyle {\begin{pmatrix}2&-1&-1&-1\\-1&2&0&0\\-1&0&2&0\\-1&0&0&2\end{pmatrix}}}

## Вариации и обобщения
Иногда Spin(8) появляется естественно в «расширенном» виде, в качестве группы автоморфизмов Spin(8), которая представляется как полупрямое произведение: Aut((Spin(8)) ≅ Spin(8) ⋊ S3.